# عادل عبدالمهدی
عادل عبدالمهدی المنتفکی (به عربی: عادل عبد المهدي المنتفكي) (زادهٔ ۱ ژانویه ۱۹۴۲ در بغداد) سیاست‌مدار و اقتصاددان شیعه عراقی، وزیر نفت و نخست‌وزیر پیشین عراق است. او از مقامات مجلس اعلای اسلامی عراق و معاون دبیرکل کنونی این سازمان است. عبدالمهدی از سال ۲۰۰۵ تا ۲۰۱۱ یکی از دو معاون رئیس‌جمهور عراق بود و در دولت موقت عراق پس از سقوط صدام وزیر دارایی بود. و یکی از کاندیداهای تصدی پست نخست‌وزیری پس از انتخابات مجلس نمایندگان عراق ۲۰۰۵ به‌شمار می‌رفت که در رأی‌گیری داخلی «ائتلاف ملی عراق» با اختلاف یک رأی مغلوب نوری مالکی شد.
وی در سال ۱۹۶۹ به فرانسه رفت و با گروه‌های فکر این کشور و نشریات عربی و فرانسوی همکاری داشت. عبدالمهدی در دههٔ ۱۹۷۰ از اعضای برجستهٔ حزب کمونیست عراق بود. اما در دههٔ ۱۹۸۰ دیدگاه‌های اسلام‌گرایانه پیدا کرده و از طرفداران انقلاب اسلامی ایران شد و به گروه نوبنیاد مجلس اعلای انقلاب اسلامی پیوست که در ایران تشکیل شده و ارتباط نزدیکی با مقامات ارشد جمهوری اسلامی ایران داشت.
عبدالمهدی در سال ۲۰۰۷ از یک ترور جان سالم به در برد، در این انفجار ۱۰ نفر کشته شدند.
در اکتبر ۲۰۱۸ عادل عبدالمهدی نخست‌وزیر عراق شد. در ۲۹ نوامبر ۲۰۱۹ در پی اعتراضات مردم در عراق وی از سمتش استعفا داد.